# 3-Метокси-4-метиламфетамин
3-метокси-4-метиламфетамин (MMA) — эмпатоген и психоделик семейства фенэтиламинов и амфетаминов.

## История
Впервые был синтезирован в 1970 году; встречался как уличный наркотик в Италии в это же десятилетие. MMA был малопопулярен до тех пор, пока не был заново исследован и описан Дэвидом Николсом в 1991 году как нетоксичный аналог МДМА. До конца 2000-х годов данное вещество продавалось в Интернете как дизайнерский наркотик.

## Механизм действия
MMA — агонист 5-HT2A-рецепторов, а также ингибитор обратного захвата серотонина. По результатам исследований, не производит нейротоксичного воздействия на грызунов.